# ليلة الصياد (فلم)
ليلة الصياد (The Night of the Hunter) فيلم أمريكي إنتاج عام 1955, إخراج تشارلز لوتون وبطولة روبرت ميتشوم وشيلي وينترز, الفيلم مأخوذ عن رواية تحمل نفس العنوان للكاتب ديفز غروب، الفيلم والرواية مرتكزا على أحداث حقيقية عن قصة شخص يدعى هاري باورز حكم عليه بالإعدام عام 1932 لقتله أرملتين وثلاثة أطفال، الفيلم أثر بمخرجين عديدين مثل ديفيد لينش ومارتن سكورسيزي والأخوين كوين وسبايك لي, في عام 1992 وصفت مكتبة الكونغرس الفيلم بأنه «مهم من الناحية الثقافية والتاريخية والجمالية» واختير للحفظ في سجل الفيلم الوطني.

## القصة
تدور أحداث الفيلم في 1930 في فيرجينيا الغربية، بن هاربر يحكم عليه بالإعدام بعد أن ارتكب جريمة سرقة راح ضحيتها رجلان، قبل أن تقبض عليه الشرطة خبأ الأموال المسروقة لدى ابنه جاك وأمنه عليها وعلى إخته الصغيرة بيرل، دخل هاربر إلى السجن وشاركه الزنزانة رجل قس يدعى هاري باول وهو قاتل متسلسل يحمل وشم على يديه اليمنى واليسري بكلمتين هما LOVE وHATE، يحاول باول أن يجعل هاربر يقول له أين خبأ الأموال التي سرقها، ولكن الدليل الوحيد الذي أخذه باول من هاربر عن مخبأ الأموال هي جملة من الكتاب المقدس: «و طفل صغير سيقودهم» ذكرها هاربر وهو نائم، بعد خروج هاري باول من السجن يذهب إلى المدينة التي يقع فيها منزل هاربر الذي تعيش فيه أرملته ويلا وطفليه جاك وبيرل، فيتزوج من ويلا وكلما ذهبت خارجا كان يسأل الطفلين باستمرار عن مكان الأموال، ولكنهما لا يجاوبونه، في أحد الليالي سمعت ويلا وهي عائدة إلى المنزل هاري وهو يعنف بيرل ويسألها عن مكان الأموال، ولما علم هاري بأن ويلا تنصتت عليه قتلها ورمى جثتها في النهر، عرف هاري مكان الأموال من الطفلة الصغيرة بيرل، ولكنها هربت مع أخوها جاك والأموال معهما بقارب صغير في النهر.

## وصلات خارجية
- مقالات تستعمل روابط فنية بلا صلة مع ويكي بيانات

1. ↑  "معلومات عن ليلة الصياد (فيلم)على موقع viaf.org". viaf.org. مؤرشف من الأصل في 2019-06-02.
2. ↑  "معلومات عن ليلة الصياد (فيلم)على موقع allcinema.net". allcinema.net. مؤرشف من الأصل في 2017-09-20.
3. ↑  "معلومات عن ليلة الصياد (فيلم)على موقع cinema.de". cinema.de. مؤرشف من الأصل في 2019-12-14.